# Валтер II фон Ешенбах
Валтер II фон Ешенбах (на немски: Walter II von Eschenbach; † 1226) от влиятелния род Ешенбах е фрайхер на Ешенбах в кантон Люцерн в Швейцария.

## Биография
Той е син на фрайхер Валтер I фон Ешенбах-Шнабелбург († сл. 1185) и съпругата му Аделхайд фон Шварценберг (в Брайзгау) († 30 май 1189), дъщеря на Валтер I фон Шварценберг и Аделаида фон Шварценберг. Брат е на Берхтолд I фон Шнабелбург († 2 юни 1225), фрайхер на Шнабелбург. Линията фон „Шнабелбург“ поема наследството на Аделхайд фон Шварценберг в Брайзгау.
Tой е в свитата на херцозите фон Церингите. През 1218 г. умира последният херцог от Церингите и така започва икономическото падение на господарите фон Ешенбах-Шнабелбург.
Валтер II и Берхтолд I, разделят наследството и образуват линиите „цу Оберхофен“ и „Ешенбах-Шнабелбург“. Новите получени „Шварцбегски територии“ първо се управляват заедно. Един Валтер фон Ешенбах се нарича 1223 – 1245 г. „фогт цу Шварценберг“. По-късно родът се нарича също „Шнабелбург-Шварценберг“.

## Фамилия
Валтер II фон Ешенбах се жени за Ита фон Оберхофен († сл. 1227), дъщеря на Вернер фон Оберхофен. Те имат децата:
- Берхтолд I фон Ешенбах († между 20 февруари и 19 октомври 1236), женен за фон Регенсберг († сл. 1236), дъщеря на граф Луитолд IV фон Регенсберг († 18 ноември 1218 в Акон, Палестина) и графиня фон Кибург-Дилинген
- дъщеря фон Ешенбах, омъжена за Рудолф I фон Варт († сл. 1245), син на Хайнрих II фон Варт, фогт на Вайтенау във Визентал († декември 1193)
- дъщеря фон Ешенбах, омъжена за фон Гьозкон
- дъщеря фон Ешенбах, омъжена за фон Щауфен
- Улрих фон Ешенбах